# بولاند (أوهايو)
بولاند (بالإنجليزية: Poland, Ohio)‏ هي منطقة سكنية تقع في الولايات المتحدة في مقاطعة ماهوننغ، أوهايو. يقدر عدد سكانها بـ 2,555 نسمة ومساحتها 4.27 كم2 وترتفع عن سطح البحر 318 متر.

## التركيبة السكانية
قام مكتب تعداد الولايات المتحدة بتحديد بيانات التركيبة السكانية لبولاند في تعداد الولايات المتحدة. في ما يلي، التركيبة السكانية حسب تعدادي 2000 و2010.

### تعداد عام 2000
بلغ عدد سكان بولاند 2,990 نسمة بحسب تعداد عام 2000، وبلغ عدد الأسر 1,086 أسرة وعدد العائلات 822 عائلة مقيمة في القرية. في حين سجلت الكثافة السكانية 2,303.2 نسمة لكل ميل مربع (889.3/كم2). وبلغ عدد الوحدات السكنية 1,123 وحدة بمتوسط كثافة قدره 902.5 نسمة لكل ميل مربع (348.5/كم2).
وتوزع التركيب العرقي للقرية بنسبة 99.16% من البيض و 0.10% من الأمريكيين ذوي الأصول الآسيوية و 0.24% من الأمريكيين الأفارقة و 0.31% من عرقين مختلطين أو أكثر.
بلغ عدد الأسر 1,086 أسرة كانت نسبة 34.3% منها لديها أطفال تحت سن الثامنة عشر تعيش معهم، وبلغت نسبة الأزواج القاطنين مع بعضهم البعض 63.4% من أصل المجموع الكلي للأسر، ونسبة 9.3% من الأسر كان لديها معيلات من الإناث دون وجود شريك، وكانت نسبة 24.3% من غير العائلات. تألفت نسبة 22.5% من أصل جميع الأسر من أفراد ونسبة 11.1% كانوا يعيش معهم شخص وحيد يبلغ من العمر 65 عاماً فما فوق. وبلغ متوسط حجم الأسرة المعيشية 3.01، أما متوسط حجم العائلات فبلغ 2.57.
بلغ العمر الوسطي للسكان 42 عاماً. وكانت نسبة 24.6% من القاطنين تحت سن الثامنة عشر، وكانت نسبة 5.4% بين الثامنة عشر والأربعة وعشرون عاماً، ونسبة 25.6% كانت واقعةً في الفئة العمرية ما بين الخامسة والعشرون حتى والأربعة وأربعون عاماً، ونسبة 24.8% كانت ما بين الخامسة والأربعون حتى الرابعة والستون، ونسبة 19.6% كانت ضمن فئة الخامسة والستون عاماً فما فوق. يوجد لكل 100 أنثى 92.2 ذكر، ويوجد لكل 100 أنثى في الثامنة عشر من عمرها فما فوق 87.3 ذكر.
بلغ متوسط دخل الأسرة في القرية 47,273 دولار، أما متوسط دخل العائلة فبلغ 55,486 دولار. وكان متوسط دخل الذكور 42,857 دولار مقابل 23,603 دولار للإناث. وسجل دخل الفرد الخاص بالقرية 23,924 دولار. وكانت نسبة 4.5% من العائلات ونسبة 6.1% من السكان تحت خط الفقر، وكان من هؤلاء نسبة 8.8% تحت سن الثامنة عشر ونسبة 13.2% في الخامسة والستين من العمر وما فوق.

### تعداد عام 2010
بلغ عدد سكان بولاند 2,555 نسمة بحسب تعداد عام 2010، وبلغ عدد الأسر 1,066 أسرة وعدد العائلات 765 عائلة مقيمة في القرية. في حين سجلت الكثافة السكانية 1,567.5 نسمة لكل ميل مربع (605.2/كم2). وبلغ عدد الوحدات السكنية 1,135 وحدة بمتوسط كثافة قدره 696.3 لكل ميل مربع (268.8/كم2).
وتوزع التركيب العرقي للقرية بنسبة.
```
وبلغت نسبة 
الأزواج
 القاطنين مع بعضهم البعض 59.8% من أصل المجموع الكلي للأسر، ونسبة 8.4% من الأسر كان لديها معيلات من الإناث دون وجود شريك، بينما كانت نسبة 3.5% من الأسر لديها معيلون من الذكور دون وجود شريكة وكانت نسبة 28.2% من غير العائلات. تألفت نسبة 25.7% من أصل جميع الأسر من أفراد ونسبة 13.6% كانوا يعيش معهم شخص وحيد يبلغ من العمر 65 عاماً فما فوق. وبلغ متوسط حجم الأسرة المعيشية 2.88، أما متوسط حجم العائلات فبلغ 2.40.
```

بلغ العمر الوسطي للسكان 46.3 عاماً. وكانت نسبة 21.4% من القاطنين تحت سن الثامنة عشر، وكانت نسبة 5.9% بين الثامنة عشر والأربعة وعشرون عاماً، ونسبة 21.1% كانت واقعةً في الفئة العمرية ما بين الخامسة والعشرون حتى والأربعة وأربعون عاماً، ونسبة 30.4% كانت ما بين الخامسة والأربعون حتى الرابعة والستون، ونسبة 21.3% كانت ضمن فئة الخامسة والستون عاماً فما فوق.